# Bibliografia dzieł i przekładów Antoniego Langego
Bibliografia dzieł Antoniego Langego.

## Zbiory wierszy, cykle i poematy
- Sonety wedyckie (1887)
- Pogrzeb Shelleya (1890)
- Wenus żebracza (1890)
- Ballady pijackie (1895)
- Księgi proroków (1895)
- Logos (1895)
- Poezje (I – 1895; II – 1898)
- Pogrobowcom (1901)
- Świat (1901)
- Fragmenta. Poezje wybrane (1901)
- Deuteronomion, czyli powtórzenie (1902)
- Akteon (1903)
- Księgi bogów (1903)
- Rozmyślania (książka Antoniego Langego) (1906)
- Pierwszy dzień stworzenia (1907)
- XXVII sonetów (1914)
- Ilia Muromiec (1916)
- Pocałunki (1925)
- Trzeci dzień (1925)
- Groteski. Wiersze ironiczne (1927)
- Rozmyślania. Z nowej serii (1928)
- Gdziekolwiek jesteś (1931)
- Ostatni zbiór poezji (1931, wydany staraniem Alfreda Toma)

## Powieści i zbiory opowiadań
- Godzina (1894)
- Elfryda: nowele i fantazje (1895)
- Zbrodnia (1907)
- Dwie bajki (1910)
- Czterdzieści cztery (1910)
- Stypa (1911)
- W czwartym wymiarze (1912)
- Miranda (1924)
- Nowy Tarzan (1925)
- Róża polna (1926)
- Michałki (1926)
- Historia o ptaku co był psem... (1927)

## Sztuki teatralne
- Atylla (1898)
- Wenedzi (1909)
- Malczewski (1931)

## Eseje, rozprawy krytycznoliterackie itd.
- O sprzeczności sprawy żydowskiej (1890)
- Analfabetyzm i walka z ciemnotą w Królestwie Polskim (1892)
- O poezji współczesnej (1895)
- Studia z literatury francuskiej (1897)
- Jak pisał Adam Mickiewicz (1898)
- Studia i wrażenia (1900)
- Lord Byron (1905)
- Rzuty (1905)
- Jak Stanisław Staszic chciał uszczęśliwić wieśniaków (1916)
- Panteon literatury wszechświatowej (1921)
- Pochodnie w mroku (1927)

## Przekłady
- poezje Hafeza
- poezje Edgara Allana Poego
- poezje Alfreda Tennysona
- poezje Algernona Charlesa Swinburne’a
- poezje Sully’ego Prudhomme’a
- poezje Frédérica Mistrala
- poezje Percy’ego Bysshego Shelleya
- poezje George’a Gordona Byrona
- pierwsze polskie tłumaczenie Kwiatów grzechu Charles’a Baudelaire’a (1894), dokonane wspólnie z Zofią Trzeszczkowską
- Kwiatki świętego Franciszka
- nowele Antoniego Czechowa
- poezje Charlesa Leconte de Lisle’a
- poezje Henry’ego Wadswortha Longfellowa
- poezje i dramaty (Joyzella) Maurice Maeterlincka
- poezje Arthura Rimbauda
- poezje Jeana Moréasa
- poezje Sándora Petőfiego
- poezje Catulle Mendèsa[1]
- poezje Mardza An-Nadhira
- poezje Jaroslava Vrchlický’ego
- Dziesięć przykazań miłości (10 tomów) i Kochaj ojczyznę Émile Fagueta
- Wieczór Trzech Króli i Jak wam się podoba Williama Shakespeare’a
- wiersze z pierwszego w Polsce wydania Alicji w Krainie Czarów Lewisa Carrolla
- Panna de Scudery i inne opowiadania Ernsta Theodor a Amadeusa Hoffmanna
- Społeczeństwo i historia Gabriela Tardego[2]
- Raj utracony Johna Miltona
- Śmierć Iwana Iljicza, Zagadnienia seksualne Lwa Tołstoja
- Iliada (fragmenty) Homera
- Ryszard Lwie Serce Waltera Scotta
- pierwsze polskie wydanie Nauki nowej Giambattisty Vico
- nowele H.G.Wellsa
- Don Juan José Zorrilli
- Kobieta i mężczyzna czyli Licenciat Torralba Ramóna de Campoamora
- powieść Golem Gustava Meyrinka
- Oceania, historia świata zaginionego Móra Jókaia
- Ostatni Batory Mikołaja Jósika
- Osaczony Francisa Carco
- Pocałunek Théodore’a de Banville’a
- Malarstwo i poezja Johna Ruskina
- Novum Organum (niepełne) Francisa Bacona
- rozprawy Giovanni Pico della Mirandoli
- swobodne przekłady rozpraw Arthura Schopenhauera
- powieść Kuszenie św. Antoniego i Legenda o św. Julianie Szpitalniku Gustave Flauberta
- Historia religij Pierre Daniela i Chantepie do de la Saussaye (dużą część tekstu zawiera odautorski wywód Langego)
- Estetyka Véron Eugène
- Traktat o wrażeniach zmysłowych Étienne Bonnot de Condillaca
- Henryk Ibsen Axel Garde
- Abu'l Quasim Ferdousi, Szahname
- O wyobraźni. Studium psychologiczne Narcisse Michaux[3]
- Nal i Damajanti, Savivti – opowieści staroindyjskie z Mahabharaty
- Hatha-joga. Nauka jogów o zdrowiu fizycznem i o sztuce oddychania z licznemi ćwiczeniami – Jogi Rama-Czaraka (Ramacharaka Yogi)
- Drogi dojścia jogów indyjskich i Filozofia jogi i okultyzm wschodni – Jogi Rama-Czaraka (Ramacharaka Yogi)
- Nauka jogów o zdrowiu – Jogi Rama-Czaraka (Ramacharaka Yogi)
- parafraza Ramajany – Valmikiego
- Epos. Zbiór arcydzieł starożytnego wschodu
- Dywan wschodni – antologia arcydzieł literatur: asyro-babilońskiej, egipskiej, perskiej, hebrajskiej, arabskiej i indyjskiej
- Enuma eliš anonimowy epos babiloński
- Rzeka żywota hymn babiloński
- Zejście Isztar do piekieł anonimowa opowieść starobabilońska
- Imru'l Kajs. Rankiem wyjeżdżam na łowy
- Klechdy anonimowe opowieści egipskie
- Romanzero anonimowy epos egipski
- Pen-ta-ur anonimowy epos egipski
- Żeglarz i rozbitek anonimowa opowieść egipska
- Przekłady z poetów polskich, na język francuski

## Przedmowy do dzieł
- Iliada i Odyseja Homera (1904, 1917, 1922, 1924)
- Genezis z Ducha Juliusza Słowackiego (1911)
- Zawisza Czarny Juliusza Słowackiego (1911)
- Poezje Zygmunta Krasińskiego (1910)
- Poezje Kazimierza Laskowskiego (1901)
- Pani Jula Stefana Krzywoszewskiego (1901)
- Golem Gustava Meyrinka (1919)
- Richard Wagner Catulle Mendesa (1902)
- Dzieje wypraw krzyżowych Joseph-François Michauda (1905)
- Historia religii Pierre Daniël Chantepie de la Saussaye (1917, 1918)
- Legendka o tańcu i wybór poezji Gotfryda Kellera (1924)

## Redakcje
- Opowieść nieznajomego Antoniego Czechowa (1921, 1930)
- Śmierć urzędnika Antoniego Czechowa (1926)
- Sejm (1919), wraz z Jerzym Nowakowskim
- Astrea (1924), wraz z Jerzym Kosteckim